# Aladdin (1992, Golden Films)
Aladdin ist ein 1992 direkt auf VHS veröffentlichter Zeichentrickfilm, der im gleichen Jahr erschien wie der weit berühmtere Disney-Kinofilm Aladdin. Im Gegensatz zur Disney-Verfilmung folgt die Handlung weitgehend der ursprünglichen Aladin-Geschichte (ANE 346) aus Tausendundeine Nacht. 
Die Synchronsprechrollen der beiden Hauptfiguren Aladdin und Prinzessin Layla (Jasmin/Badr al-Budur) übernahmen Cam Clarke und Nancy Cartwright.

## Handlung
Der junge Halbwaise Aladdin verdient sich als armer Tagelöhner, als eines Tages ein Fremder sich ihm als sein Onkel Hassim vorstellt. Dieser bringt ihn zu einer Höhle, wo sich offenbart, dass der Fremde ein Betrüger und ein böser Zauberer ist, der Aladdin benutzen will, um aus einer Höhle eine Lampe zu entwenden. Aladdin nimmt die Lampe an sich, weigert sich aber die Höhle zu verlassen, da er fürchtet von dem Fremden getötet zu werden. Der Zauberer verschließt daraufhin wutentbrannt die Höhle und Aladdin ist gefangen. Unwissentlich reibt Aladin an der Lampe und befreit einen mächtigen Flaschengeist, der jeden Wunsch erfüllen kann. Aladin wünscht sich, in seine Heimat zurückzukehren. Nach seiner sicheren Rückkehr will Aladdins Mutter nichts von einer magischen Lampe hören, weshalb Aladin sie versteckt und über die Lampe und aus der Höhle mitgebrachte Juwelen den Mantel des Schweigens legt.
Vier Jahre später erhalten die Bewohner der Stadt den Befehl in ihren Häusern zu bleiben, weil der Sultan seine Tochter, Prinzessin Layla, zum Badehaus bringt. Aladdin will unbedingt wissen, wie die Prinzessin aussieht und schleicht sich ins Badehaus, wo er die Prinzessin unverschleiert sieht und sich in sie verliebt. Daraufhin bittet er seine Mutter Fatima beim Sultan vorzusprechen und um die Hand von Prinzessin Layla zu werben und überreicht ihr den Sack Juwelen aus der Höhle. Aladdins Mutter spricht daraufhin beim Sultan vor und überreicht ihm die Juwelen, doch der Wesir des Sultans überzeugt seinen Herrn, dass Aladdin für die Hand seiner Tochter mehr Schätze und Diener mitbringen soll. Daraufhin offenbart Aladdin seiner Mutter das Geheimnis der Lampe und ruft den Dschinn herbei, der die befohlenen Schätze heraufbeschwört. Der Sultan willigt daraufhin in die Hochzeit ein und Aladdin und Layla werden vermählt. Sie leben fortan in einem Palast, den der Dschinn geschaffen hat.
Der böse Zauberer Hassim erfährt von Aladdins neuer Macht und bringt durch eine List die Lampe in seinen Besitz. Er lässt Aladdins Palast – mitsamt seinen Insassen – in die Luft emporsteigen und in seine Heimat Marokko, nach Marrakesch bringen. Die Prinzessin Layla begehrt er als Frau. Aladdin folgt ihm nach und dringt in den Palast ein, wo er die Prinzessin Layla findet. Er entwendet dem schlafenden Hassim die Lampe, verschont jedoch dessen Leben und lässt durch den Dschinn den Palast wieder an seine alte Stelle versetzen. Das Glück des Paares scheint perfekt, als Layla von Aladdin schwanger wird. 
Hassim schwört auf Rache und verkleidet sich als die Medizinfrau Fatima, die Layla während ihrer Schwangerschaft beraten soll. Damit will er sich Zugang zu Aladdin verschaffen, um ihn zu töten. Aladdin wird jedoch von dem Dschinni gewarnt und stellt sich Hassim zum Duell, wobei Hassim über sein eigenes Gewand stolpert und sich unbeabsichtigter Weise mit dem Schwert selbst durchbohrt. Aladin und die Prinzessin leben danach glücklich bis ans Ende ihrer Tage, ohne Angst haben zu müssen, dass wieder jemand die Lampe stiehlt.

## Klage von Disney
Kurz nach dem Erscheinen des Films auf VHS reichte die The Walt Disney Company eine Klage wegen unlauteren Wettbewerbs und Rechtsverletzung gegen den Verpackungsherausgeber GoodTimes Home Movie ein. Disney behauptete, dass die GoodTimes-Verpackung absichtlich den Stil der Bilder nachahme, die Disney zur Werbung für seinen eigenen Aladdin-Kinofilm verwendet hatte, und so die Verbraucher darüber täuschte, dass sie den Disney-Film kauften (der noch nicht auf VHS veröffentlicht worden war). Ein Bundesgericht wies die Klage jedoch mit der Begründung ab, dass Aladdin ein gemeinfreies Werk sei und sich die GoodTimes-Verpackung (mit einem riesigen, schnurrbärtigen, gold- oder orangefarbenen Flaschengeist) hinreichend von den Disney-Bildern (mit einem riesigen, nicht schnurrbärtigen, blauen Flaschengeist) unterscheide.